# ولودیمیر ایواسیوک
ولودیمیر ایواسیوک (به اوکراینی: Володи́мир Миха́йлович Івасю́к) (به انگلیسی: Volodymyr Ivasyuk) (زادۀ ۴ مارس ۱۹۴۹ میلادی – درگذشتۀ ۲۴–۲۷ آوریل ۱۹۷۹ میلادی) شاعر، آهنگساز، ترانه‌سرا، و خوانندۀ اهل اتحاد جماهیر شوروی سوسیالیستی بود. او نویسنده و آهنگساز آهنگ پرطرفدار «روتای سرخ» (گُلی افسانه‌ای) است که توسط سوفیا روتارو در سال ۱۹۷۱ میلادی محبوبیت یافت و بعداً توسط خوانندگان دیگر نیز اجرا شد.
وی همچنین برندهٔ جوایزی همچون جایزه ملی شوچنکو شده‌است.